# Ведильцы
Веди́льцы (укр. Веди́льці) — село Черниговского района Черниговской области Украины, центр сельского Совета. Расположено по обоим берегам реки Пакульки, в 35 км к юго-западу от Чернигова и в 7 км от железнодорожной станции Малейки участка Чернигов — Овруч Юго-Западной железной дороги. Население 1 051 человек.
Код КОАТУУ: 7425581301. Почтовый индекс: 15542. Телефонный код: +380 462.

## История
Ведильцы впервые упоминаются в грамотах короля Сигизмунда III от 1619 г. и Владислава IV от 1633 г. Тогда они входили в состав Черниговского уезда Черниговского воеводства.

## Власть
Орган местного самоуправления — Ведильцевский сельский совет. Почтовый адрес: 15542, Черниговская обл., Черниговский р-н, с. Ведильцы, ул. Центральная, 26а
Ведильцевскому сельскому совету, кроме с. Ведильцы, подчинено сёло Малейки.

## Транспорт
В 7 км от села расположена железнодорожная станция Малейки участка Чернигов — Овруч Юго-Западной железной дороги.